# German Village

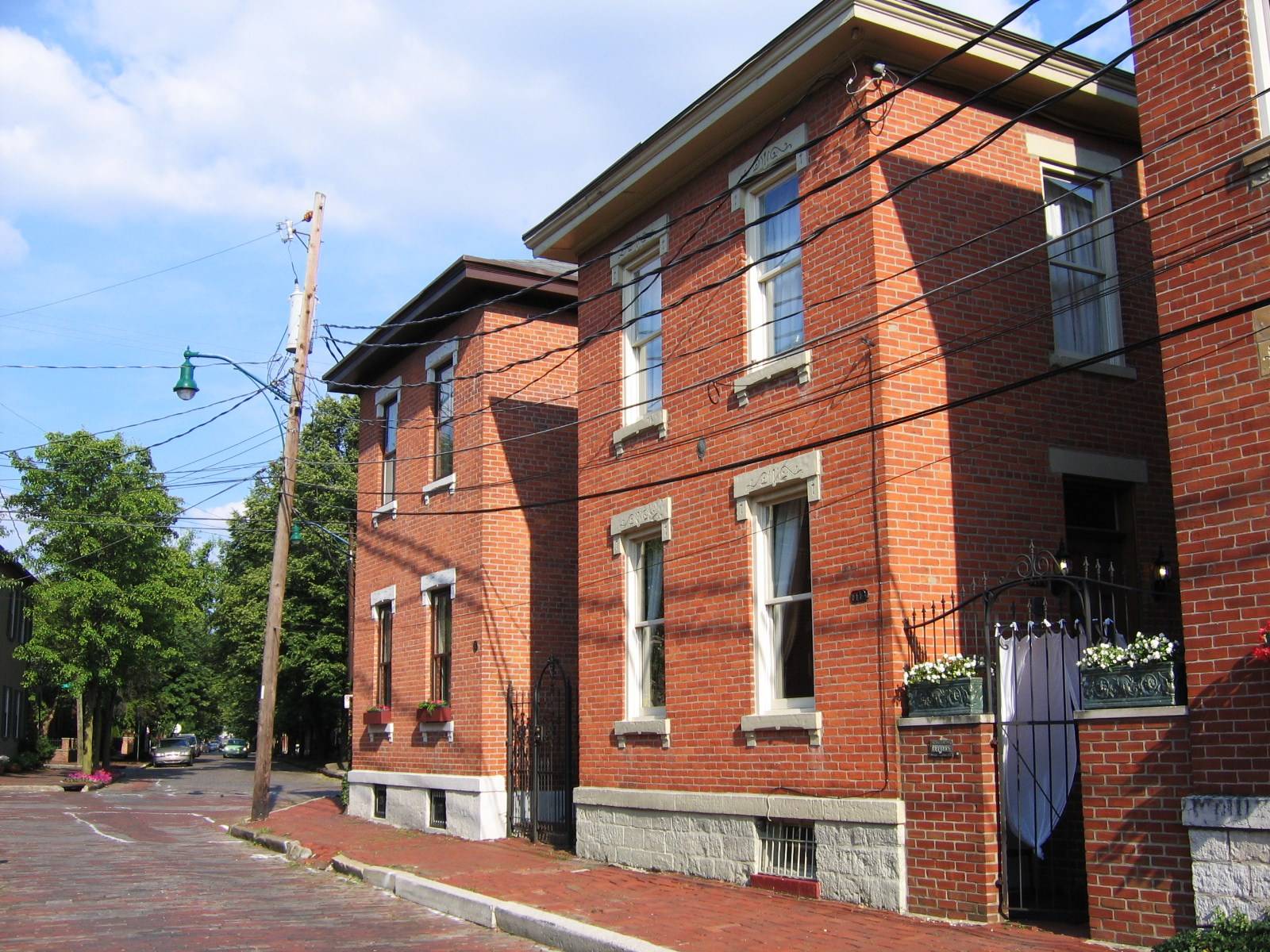
Für das German Village typische Häuserfassaden in der Beck Street

German Village, ursprünglich die alte sud ende genannt, ist ein historisches Stadtviertel in Columbus (Ohio), der Hauptstadt des Staates Ohio, USA.

## Geschichte
Das German Village gehört zu den beliebtesten Wohnvierteln der Stadt und wurde 1820 von deutschen Immigranten erbaut. Zeitweise machte die deutsche Bevölkerung ein Drittel der Stadt Columbus aus. Während des Ersten Weltkrieges, als die Stimmung in den USA sich gegen Deutschstämmige richtete und in Ohio die Ausübung deutscher Kultur verboten wurde, und während der Prohibition, als die Brauereien geschlossen werden mussten, erlebte das German Village seinen Niedergang.
In den 1960er-Jahren wurden Teile des Viertels abgerissen, um neuen Bauprojekten Platz zu machen. Dies führte aber zu einer Rettungsinitiative von Einwohnern und zur Gründung der „German Village Society“ und „German Village Commission“, die mit privaten Mitteln das historische Stadtviertel restaurierten, so dass es heute etwa 1600 restaurierte Gebäude und ein lebendiges urbanes Leben gibt, in dem unter anderem auch Traditionen wie das Oktoberfest gepflegt werden. Viele Gebäude in German Village sind im Italianate-Stil gestaltet. German Village ist der größte historische Distrikt der USA im „National Register of Historic Places“, dessen Erhalt aus privaten Mitteln finanziert wird.

## Kirchen
- St. John’s Church
- St. Paul’s Evangelical Lutheran Church
- St. Mary’s Church
- Trinity Lutheran Church
- Zion Lutheran Church
- Holy Cross Catholic Church
- Livingston United Methodist Church

## Sehenswürdigkeiten
Zu den Sehenswürdigkeiten des German Village gehören der Schiller Park und Schmidt’s Sausage House, in dem Würstchen mit Sauerkraut nach deutschem Rezept zubereitet werden.

## Galerie

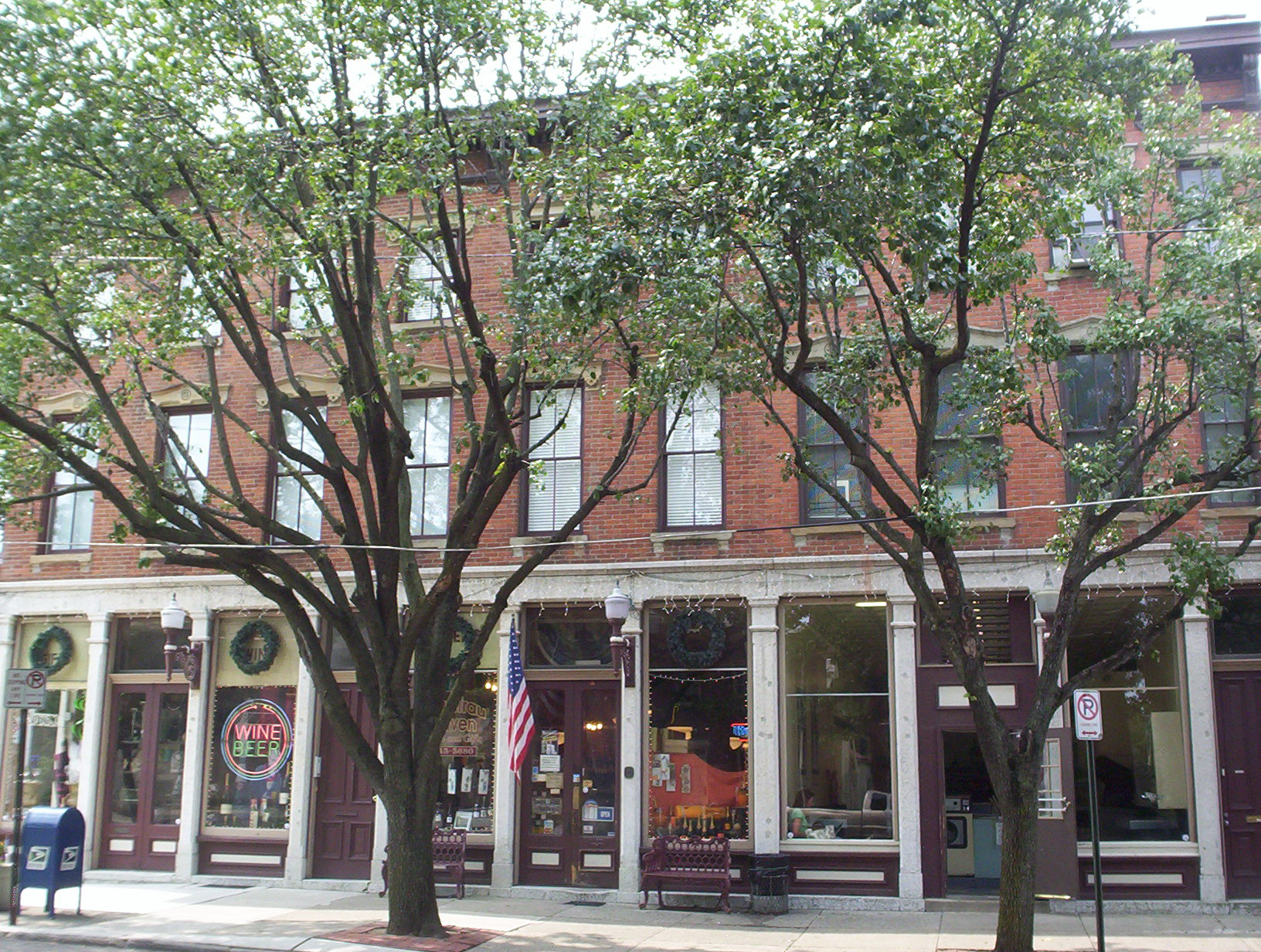
3rd Street in German Village
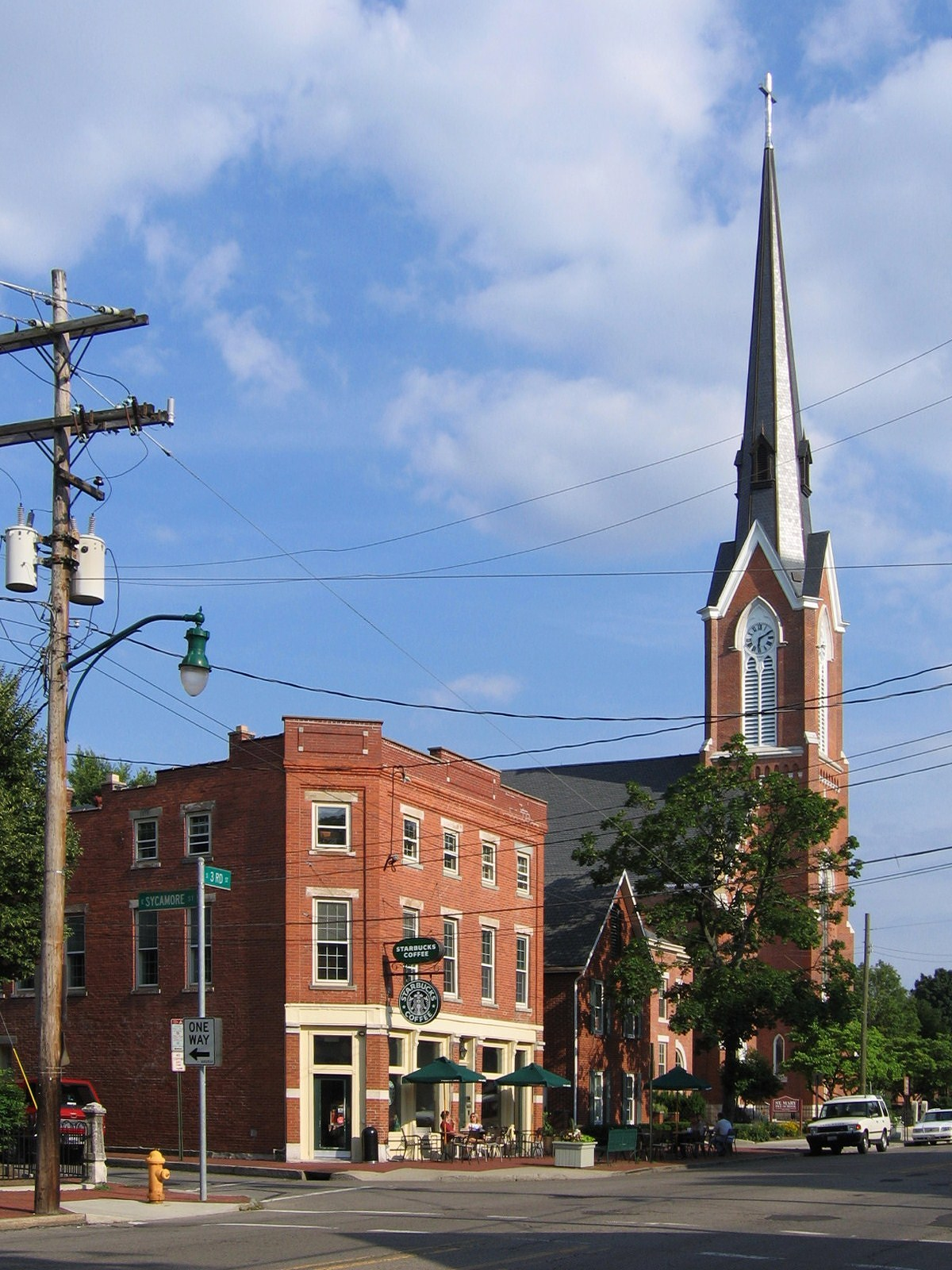
St. Mary’s church
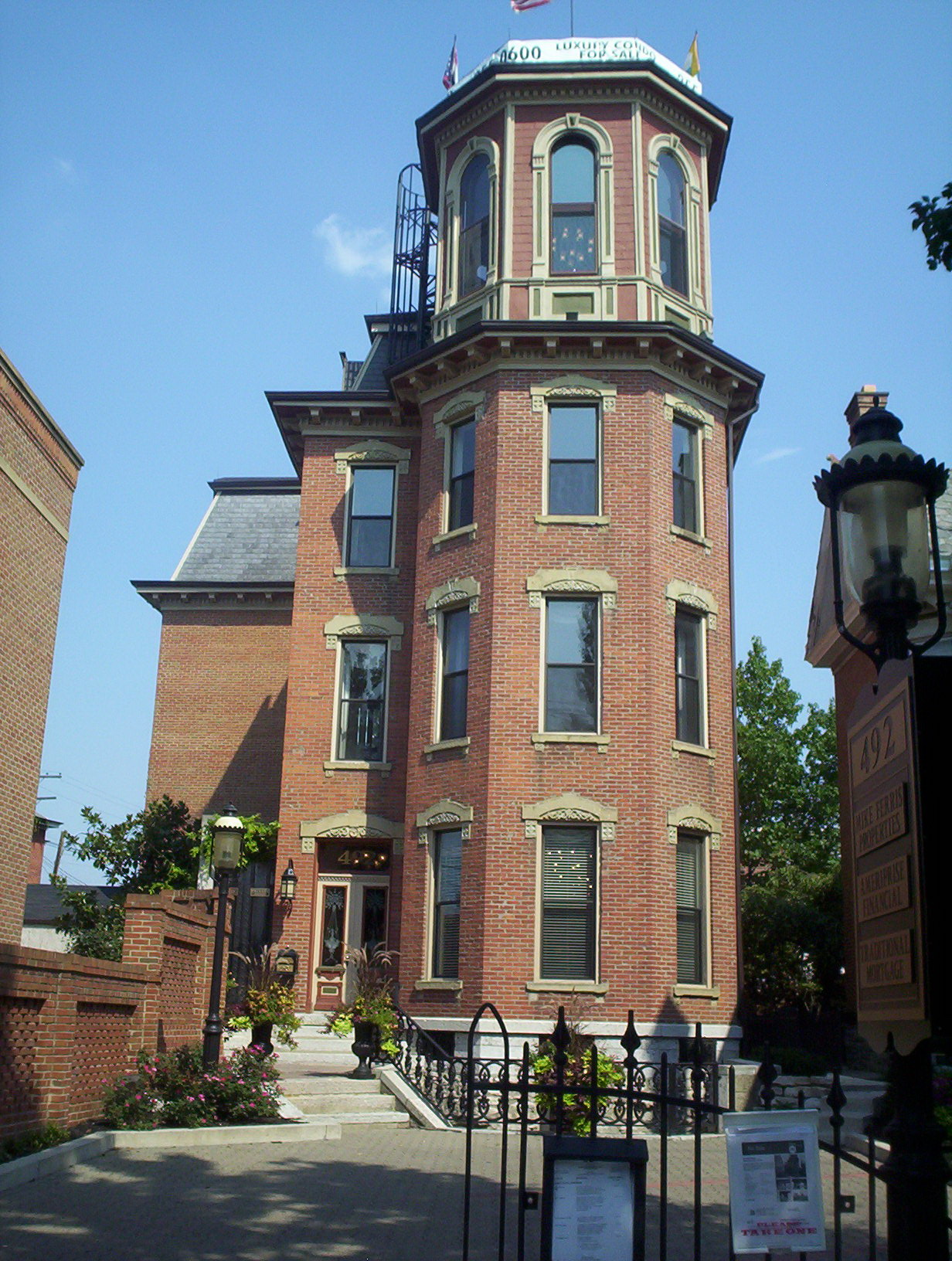
Schwartz Castle